# Monténégro au Concours Eurovision de la chanson
Le Monténégro participe au Concours Eurovision de la chanson, depuis sa cinquante-deuxième édition, en 2007, et ne l’a encore jamais remporté.

## Débuts
En 2004 et 2005, le pays avait concouru conjointement avec la Serbie, à laquelle il était alors uni, sous le titre de Serbie-et-Monténégro. 
En 2006, la Serbie-et-Monténégro s'inscrivit pour participer au concours, mais une vive controverse éclata durant la procédure de sélection nationale. Il y eut des tensions entre les télédiffuseurs serbe et monténégrin et des divergences flagrantes dans l’attribution des points par les jurys, lors de la finale. Les jurés monténégrins n'attribuèrent ainsi aucun point aux chansons serbes, alors que leurs collègues serbes votèrent pour certaines chansons monténégrines. 
Au terme de la procédure de vote, ce fut le groupe monténégrin No Name (qui avait déjà représenté le pays l’année précédente) qui l’emporta avec la chanson Moja ljubavi. À son retour sur scène, le groupe fut conspué par le public, qui se mit à lui jeter des bouteilles. Ses membres regagnèrent alors les coulisses, sous les sifflets et les huées. C'est finalement le groupe serbe Flamingosi, arrivé deuxième, qui parvint à calmer la salle, en rejouant sa propre chanson. 
Devant l’ampleur de la contestation interne, le pays décida de se retirer. Il conserva cependant le droit de voter durant la demi-finale et la finale. Les téléspectateurs serbes et monténégrins participèrent au télévote. Finalement, le Groupe de Référence de l'UER n'infligea aucune amende, ni sanction à la Serbie-et-Monténégro.
En juin de la même année, la Serbie et le Monténégro mirent fin à leur union par référendum. À partir de 2007, les deux pays participèrent donc séparément au concours.

## Participation
Le Monténégro participe depuis 2007 et a manqué au total six éditions du concours : en 2010 et 2011, en 2020 et 2021 ainsi qu’en 2023 et 2024. Le pays dut alors se retirer pour des motifs financiers jusqu'en 2025 où il annonce son retour.
Depuis ses débuts, le Monténégro a participé à deux finales du concours : en 2014 et en 2015.

## Résultats
Le Monténégro n'a encore jamais remporté le concours. 
Le meilleur classement du pays demeure jusqu'à présent la treizième place de Knez, en 2015. Le Monténégro n'a jamais terminé à la dernière place, ni obtenu de nul point.

## Pays hôte
Le Monténégro n'a encore jamais organisé le concours.

## Représentants
| Édition                  | Année | Artiste(s)           | Chanson                               | Langue(s)        | Traduction française    | Finale | Finale | Demi-finale | Demi-finale |
| Édition                  | Année | Artiste(s)           | Chanson                               | Langue(s)        | Traduction française    | Place  | Points | Place       | Points      |
| ------------------------ | ----- | -------------------- | ------------------------------------- | ---------------- | ----------------------- | ------ | ------ | ----------- | ----------- |
| 52e                      | 2007  | Stevan Faddy         | Ajde, kroči ('Ајде, крочи)            | Monténégrin      | Viens, rejoins-moi      |        |        | 23          | 33          |
| 53e                      | 2008  | Stefan Filipović     | Zauvijek volim te (Заувијек волим те) | Monténégrin      | Je t'aime pour toujours |        |        | 14          | 23          |
| 54e                      | 2009  | Andrea Demirović     | Just Get Out of My Life               | Anglais          | Sors de ma vie          |        |        | 11          | 44          |
| Retrait en 2010 et 2011. |       |                      |                                       |                  |                         |        |        |             |             |
| 57e                      | 2012  | Rambo Amadeus        | Euro Neuro                            | Anglais          | -                       |        |        | 15          | 20          |
| 58e                      | 2013  | Who See & Nina Žižić | Igranka (Игранка)                     | Monténégrin      | La fête                 |        |        | 12          | 41          |
| 59e                      | 2014  | Sergej Ćetković      | Moj svijet (Мој свијет)               | Monténégrin      | Mon monde               | 19     | 37     | 07          | 63          |
| 60e                      | 2015  | Knez                 | Adio (Адио)                           | Monténégrin      | Adieu                   | 13     | 44     | 09          | 57          |
| 61e                      | 2016  | Highway              | The Real Thing                        | Anglais          | La véritable chose      |        |        | 13          | 60          |
| 62e                      | 2017  | Slavko Kalezić       | Space                                 | Anglais          | Espace                  |        |        | 16          | 56          |
| 63e                      | 2018  | Vanja Radovanović    | Inje (Иње)                            | Monténégrin      | Givre                   |        |        | 16          | 40          |
| 64e                      | 2019  | D mol                | Heaven                                | Anglais          | Paradis                 |        |        | 16          | 46          |
| Retrait en 2020 et 2021. |       |                      |                                       |                  |                         |        |        |             |             |
| 66e                      | 2022  | Vladana              | Breathe                               | Anglais, italien | Respire                 |        |        | 17          | 33          |
| Retrait en 2023 et 2024. |       |                      |                                       |                  |                         |        |        |             |             |
| 69e                      | 2025  | Nina Žižić           | Dobrodošli                            | Monténégrin      | Bienvenue               |        |        | 16          | 12          |

- Première place
- Deuxième place
- Troisième place
- Dernière place

 Qualification automatique en finale
 Élimination en demi-finale

## Galerie

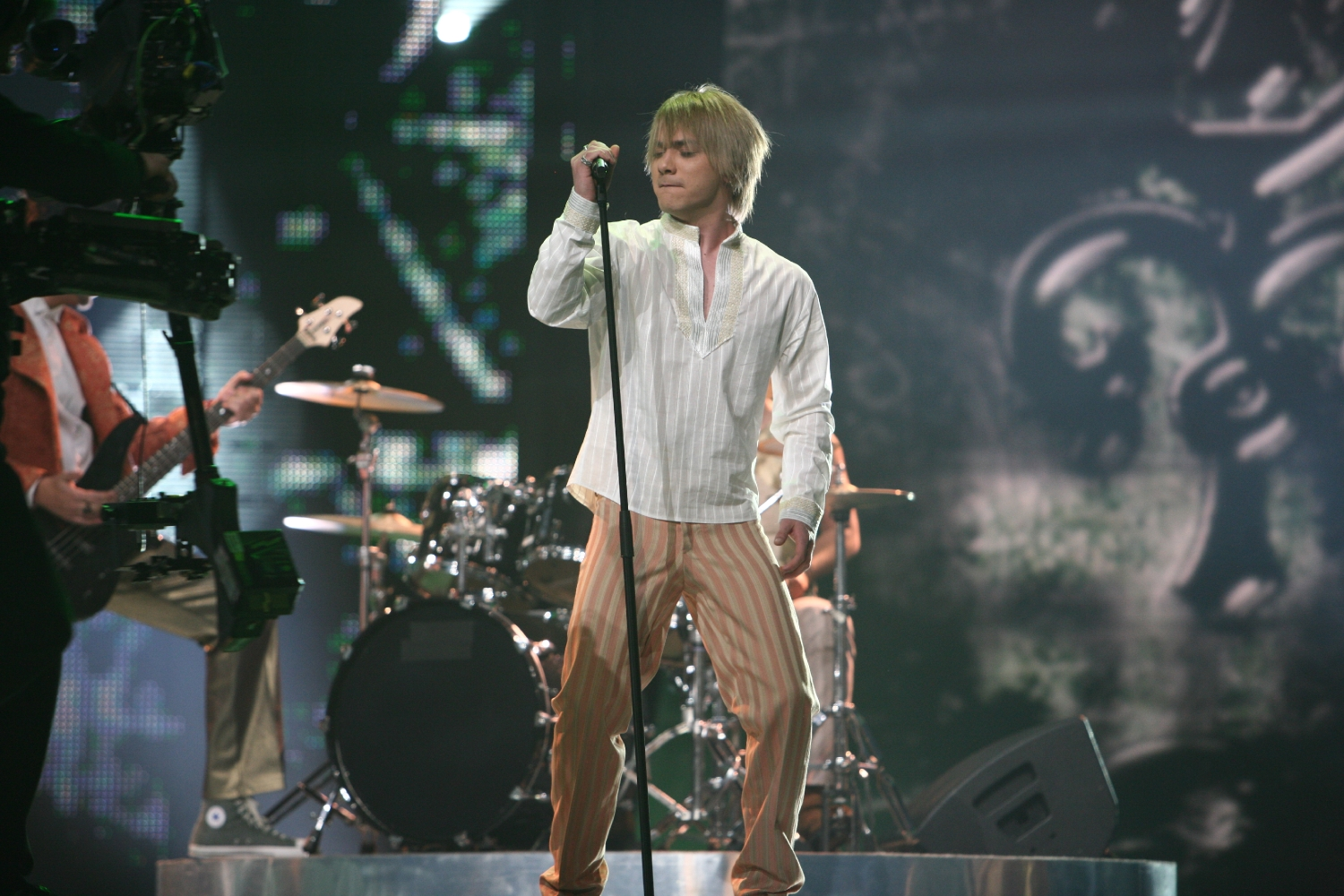
Stevan Faddy à Helsinki (2007)
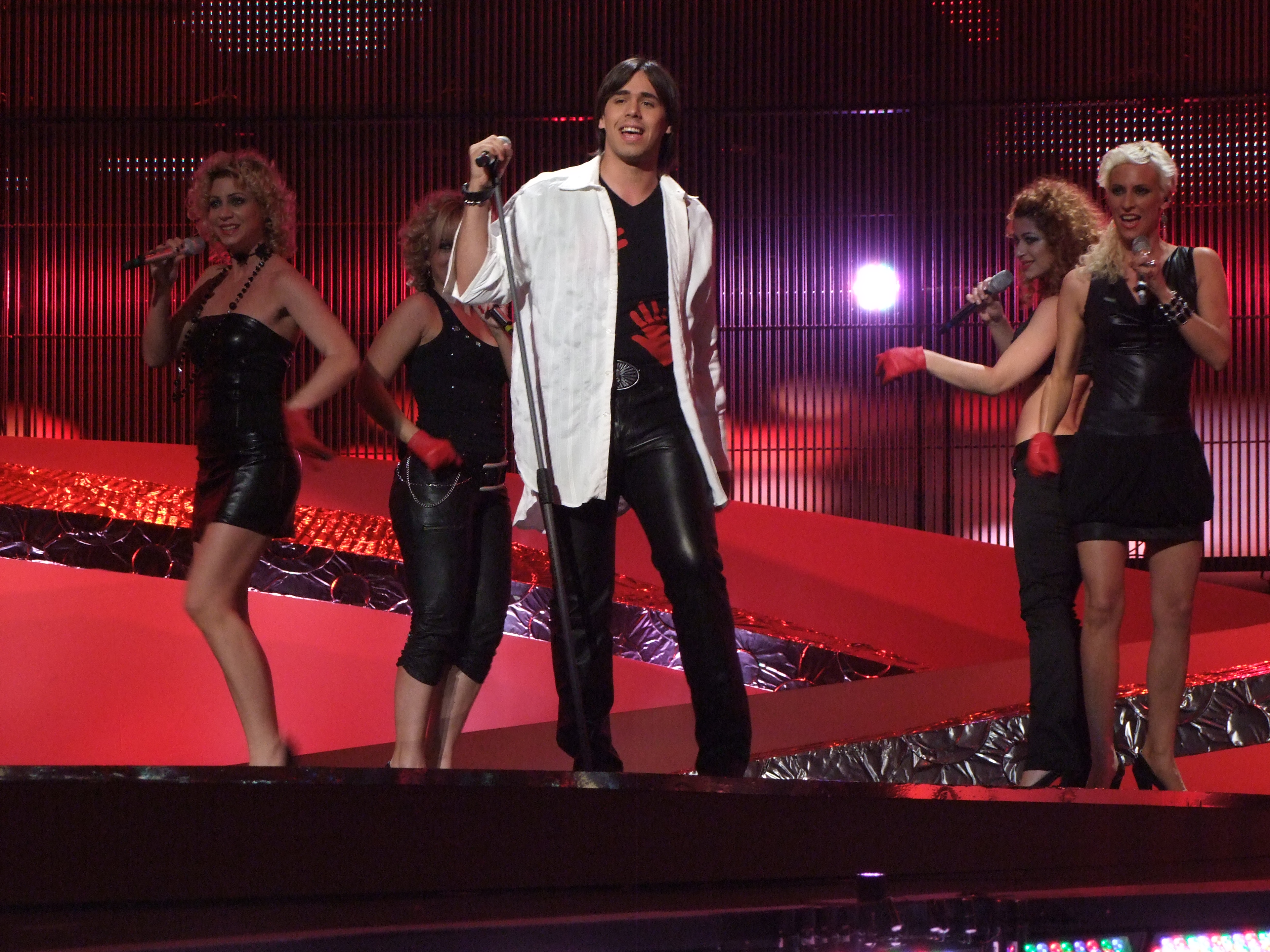
Stefan Filipović à Belgrade (2008)
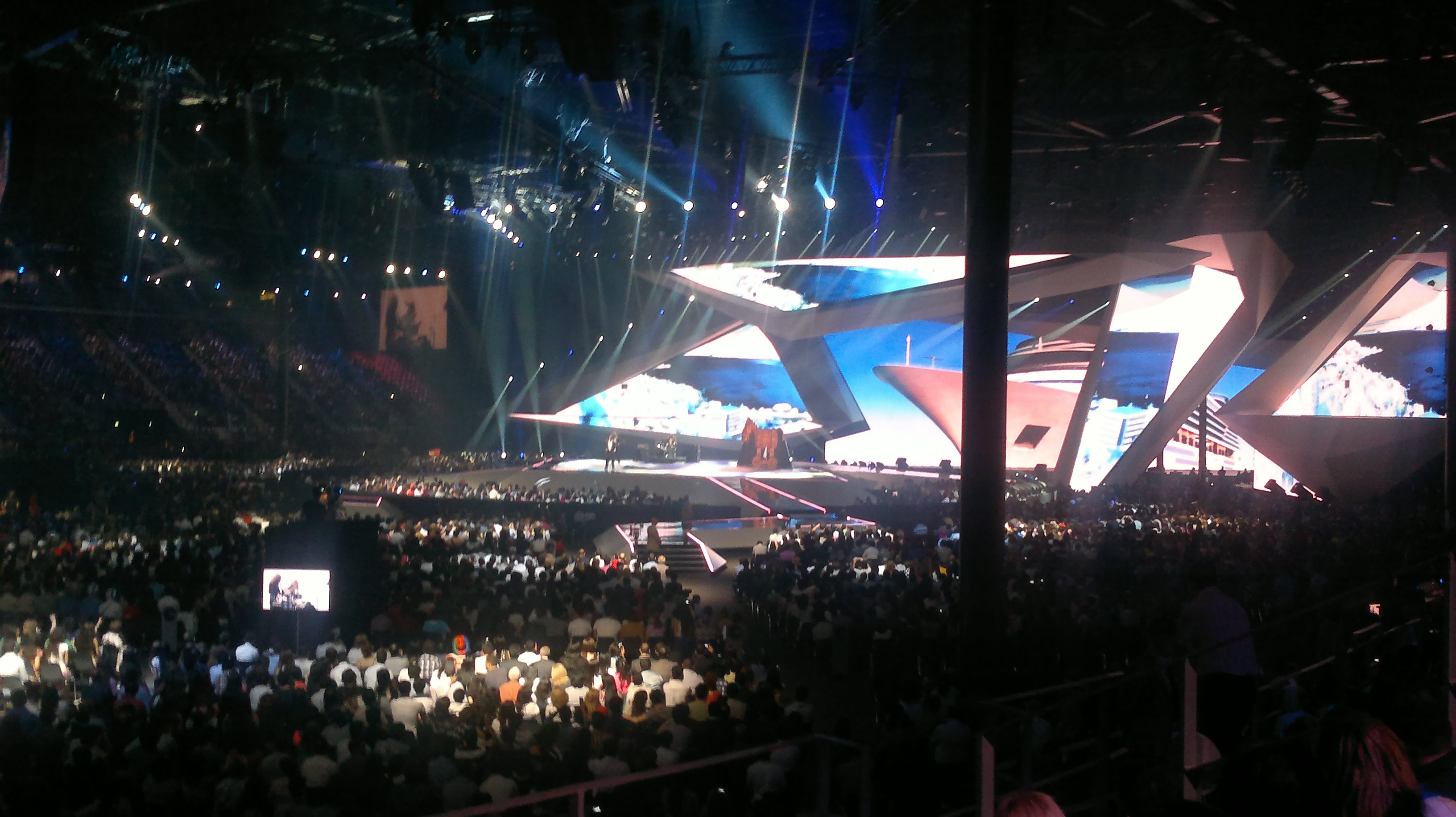
Rambo Amadeus à Bakou (2012)
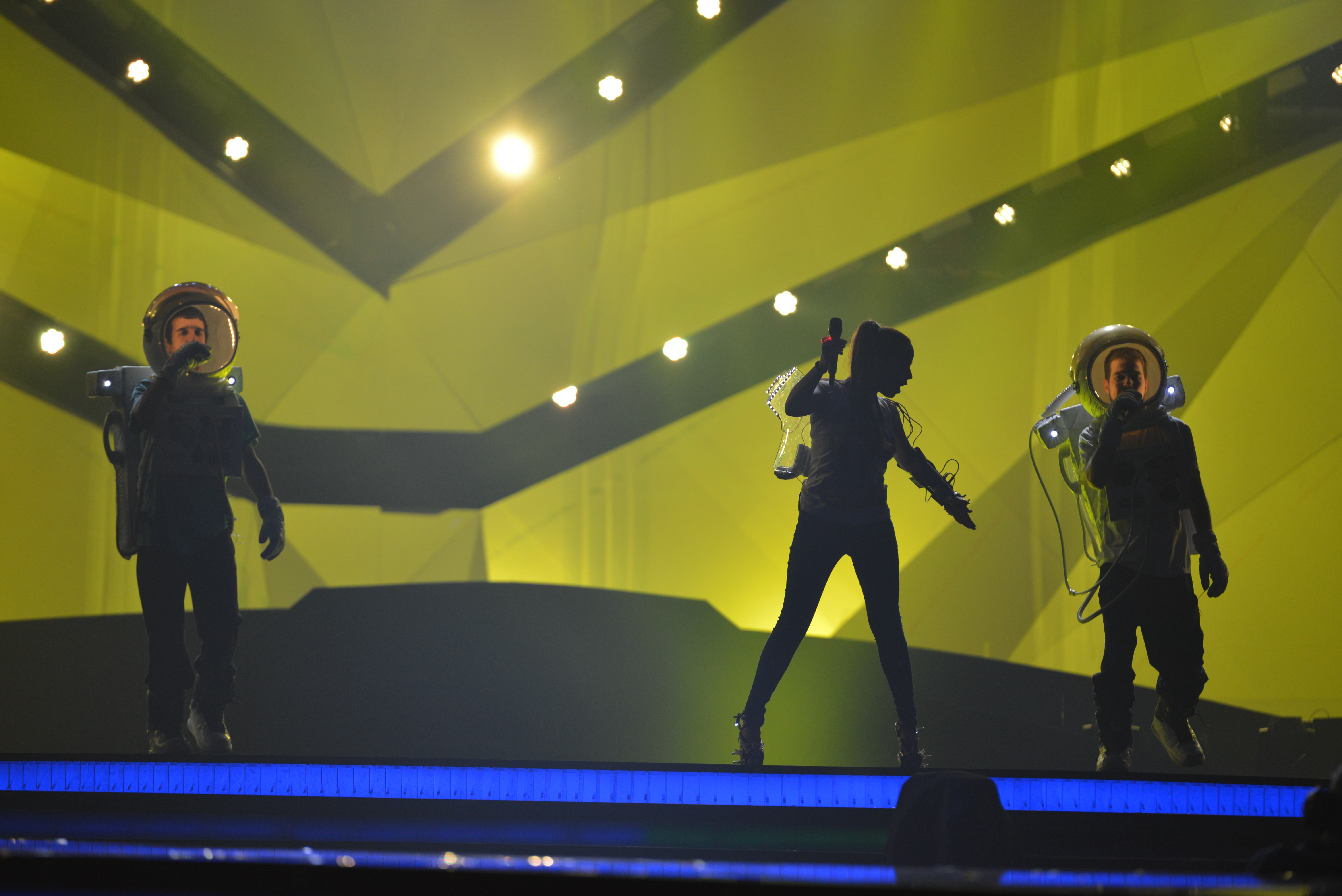
Who See à Malmö (2013)
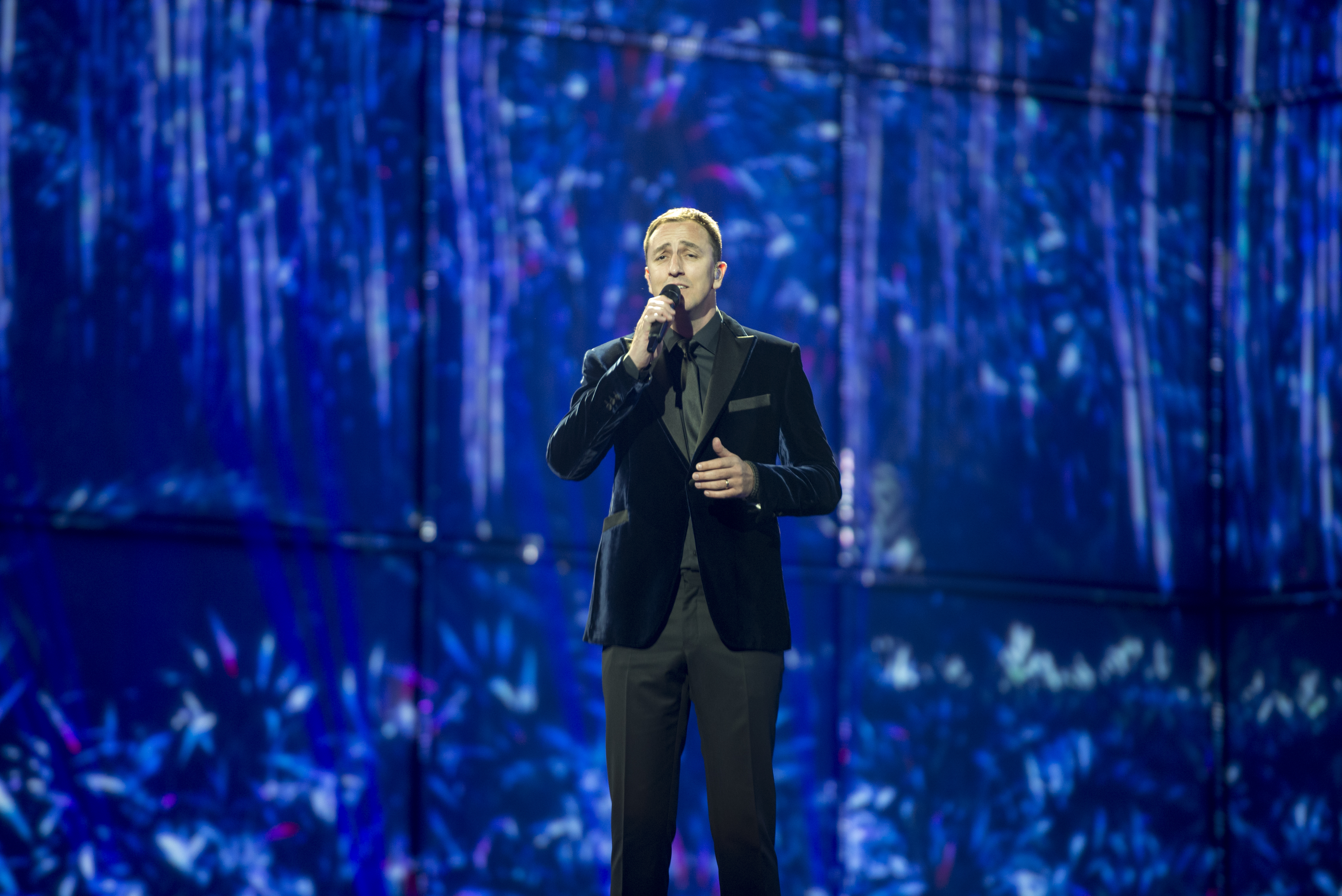
Sergej Ćetković à Copenhague (2014)
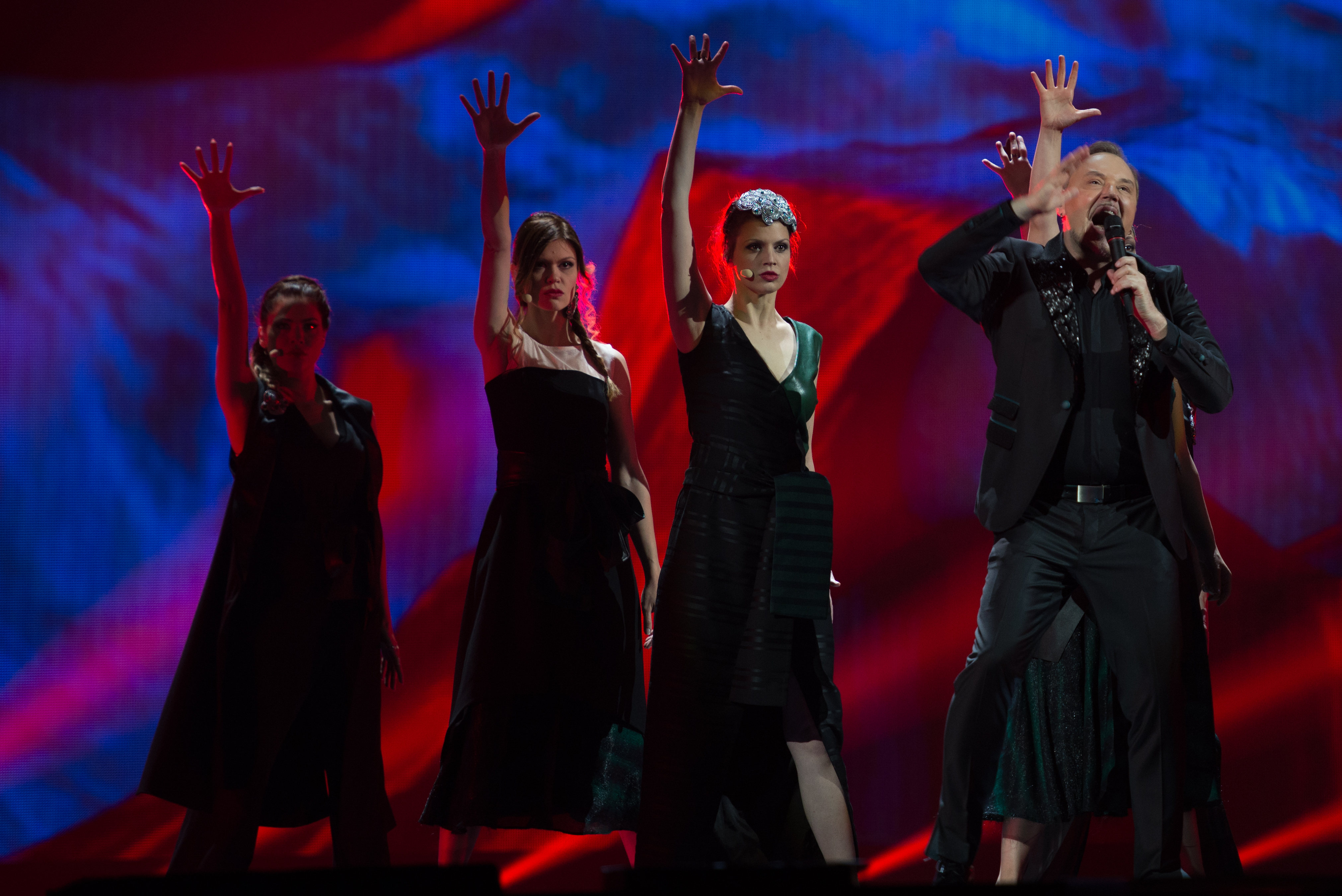
Knez à Vienne (2015)
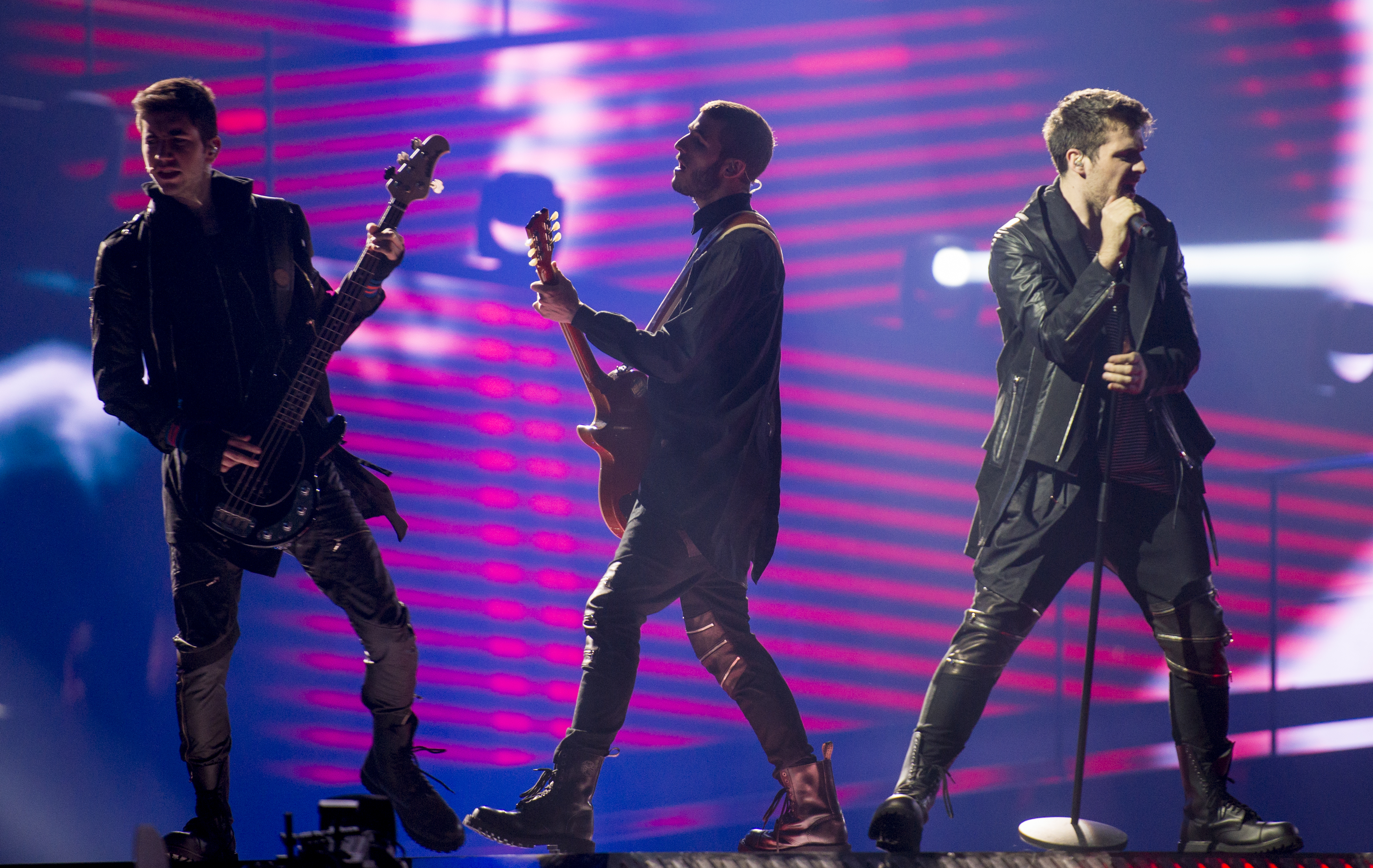
Highway à Stockholm (2016)
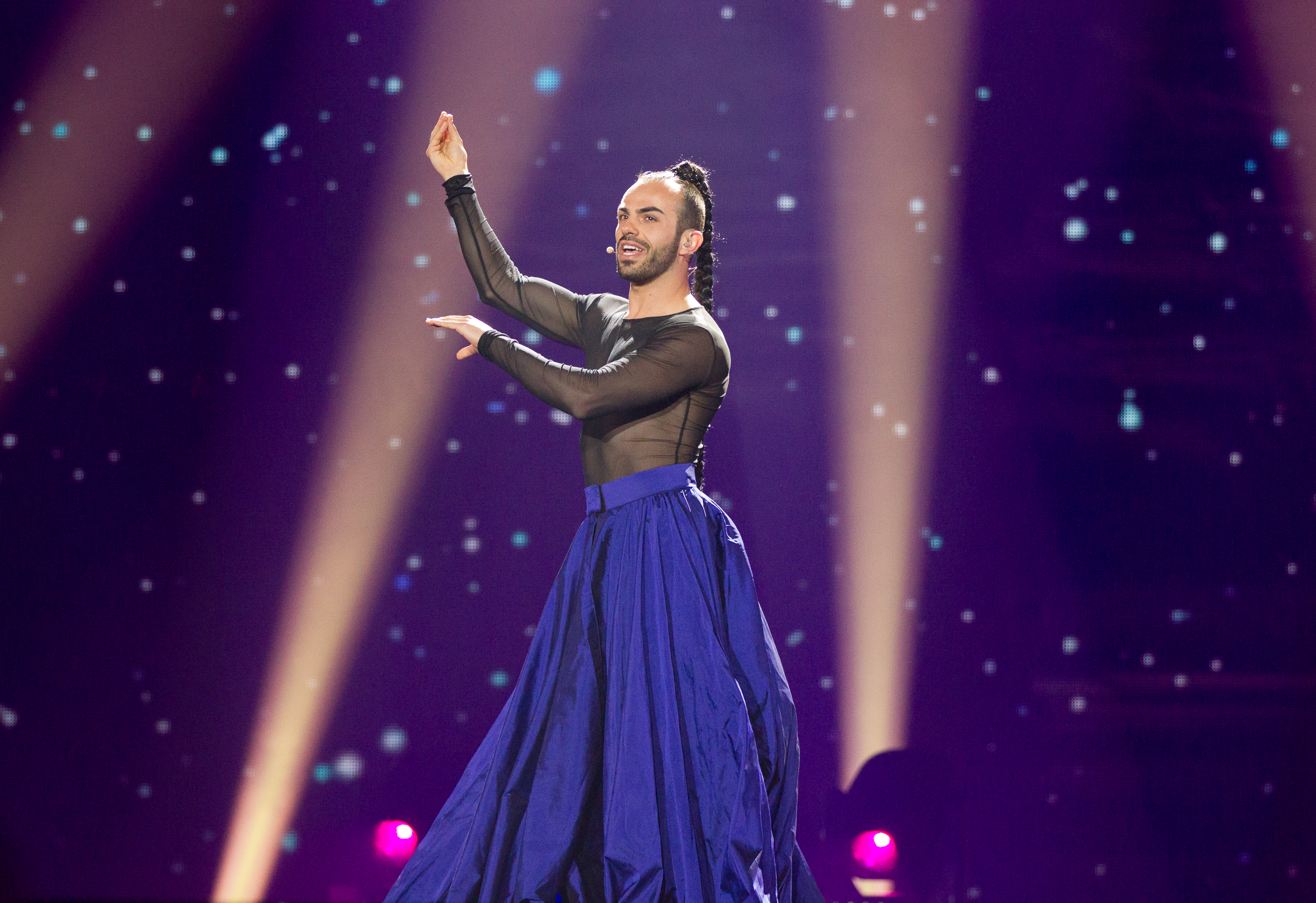
Slavko Kalezić à Kiev (2017)
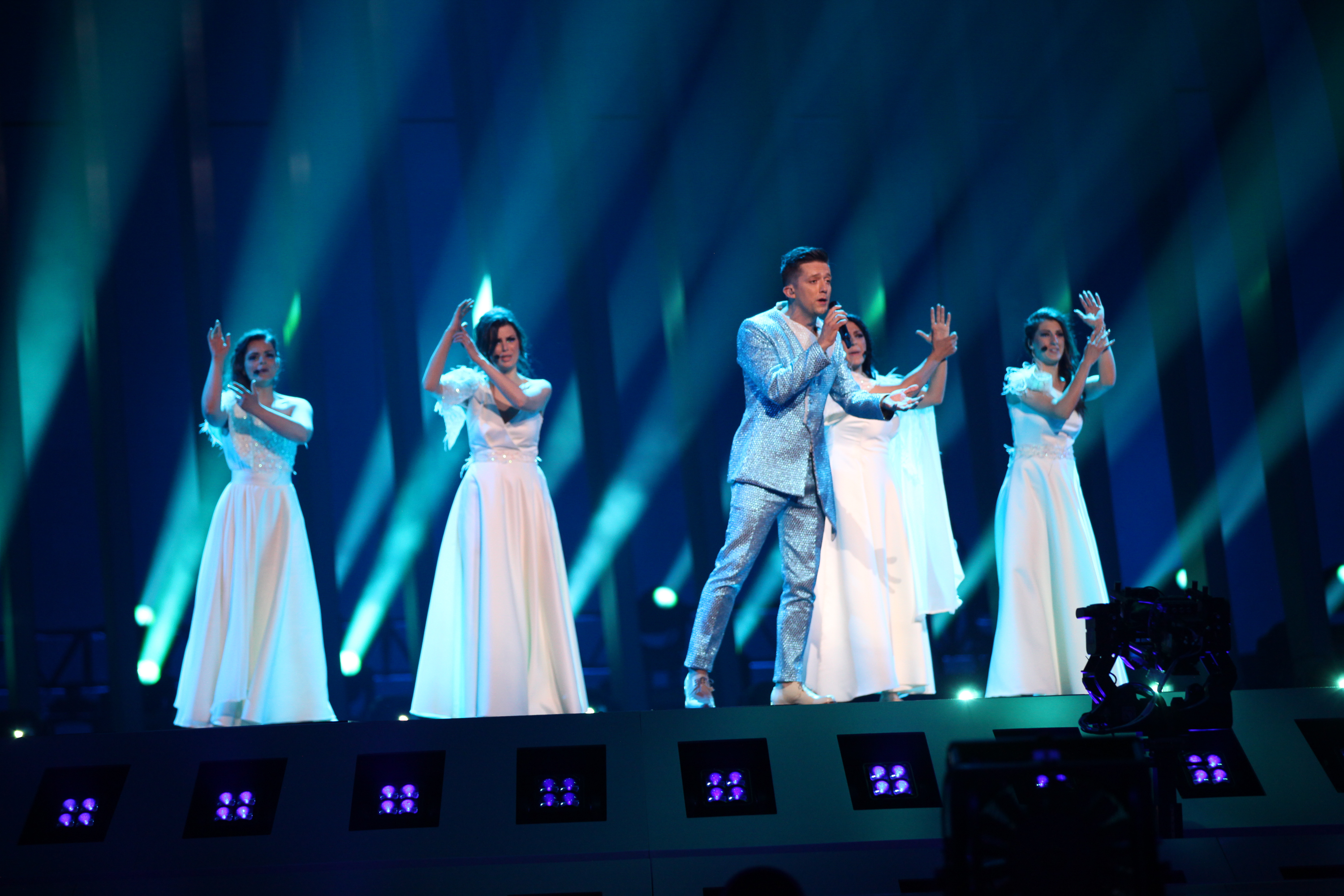
Vanja Radovanović à Lisbonne (2018)
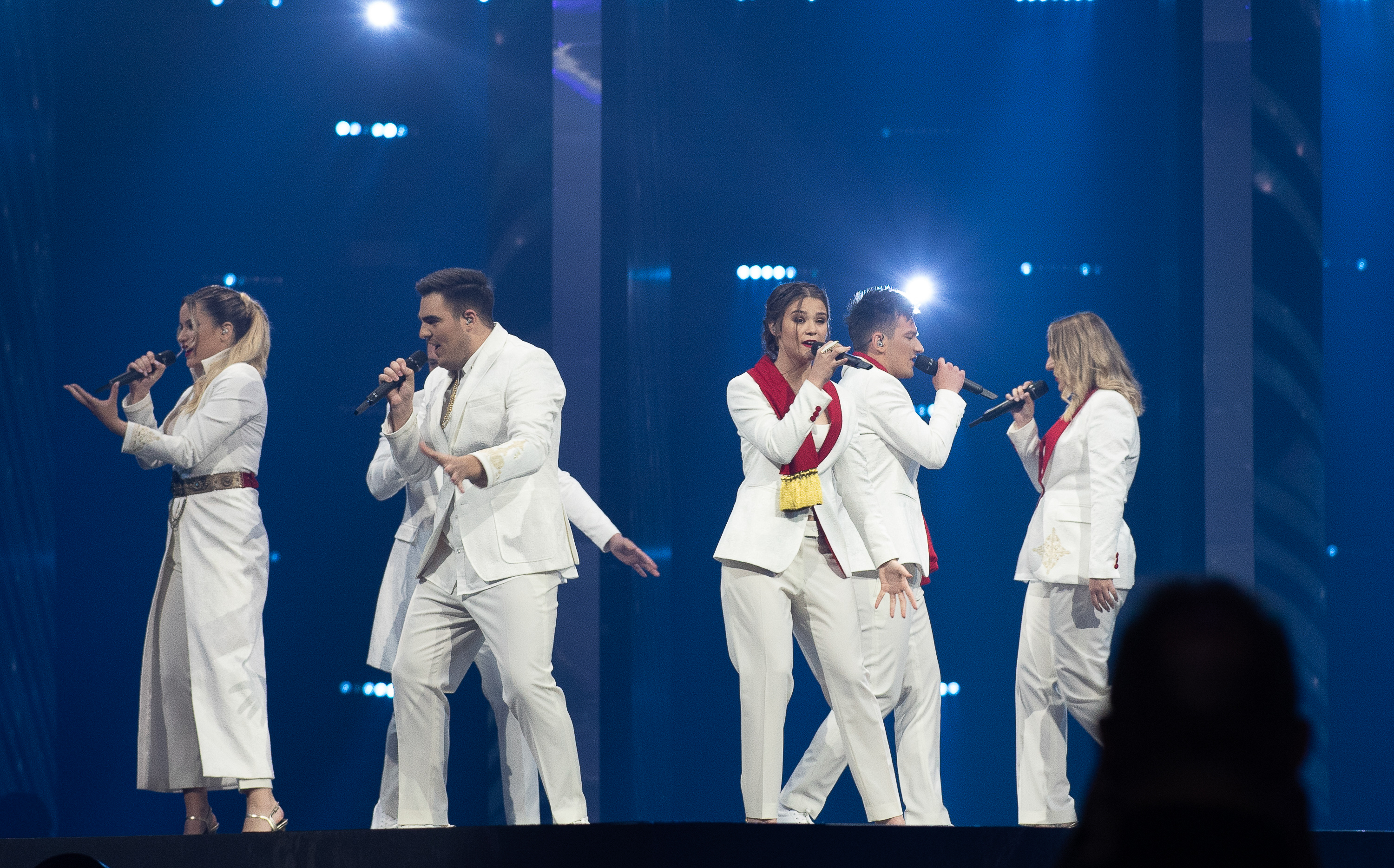
D mol à Tel Aviv (2019)
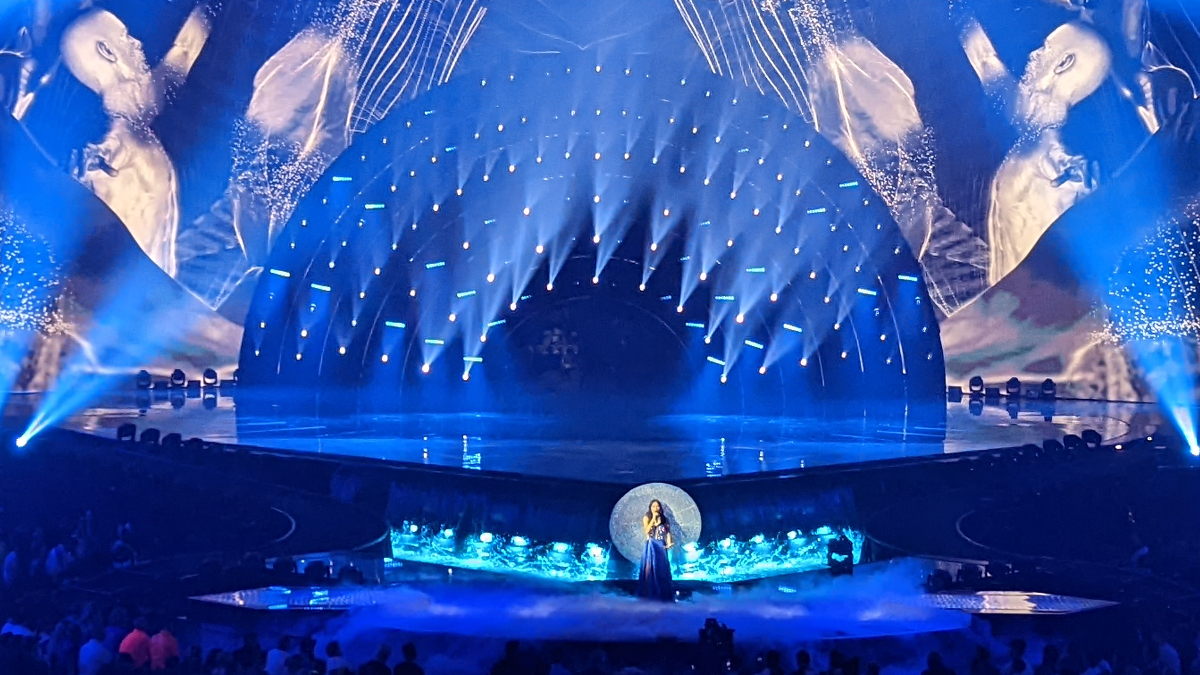
Vladana à Turin (2022)
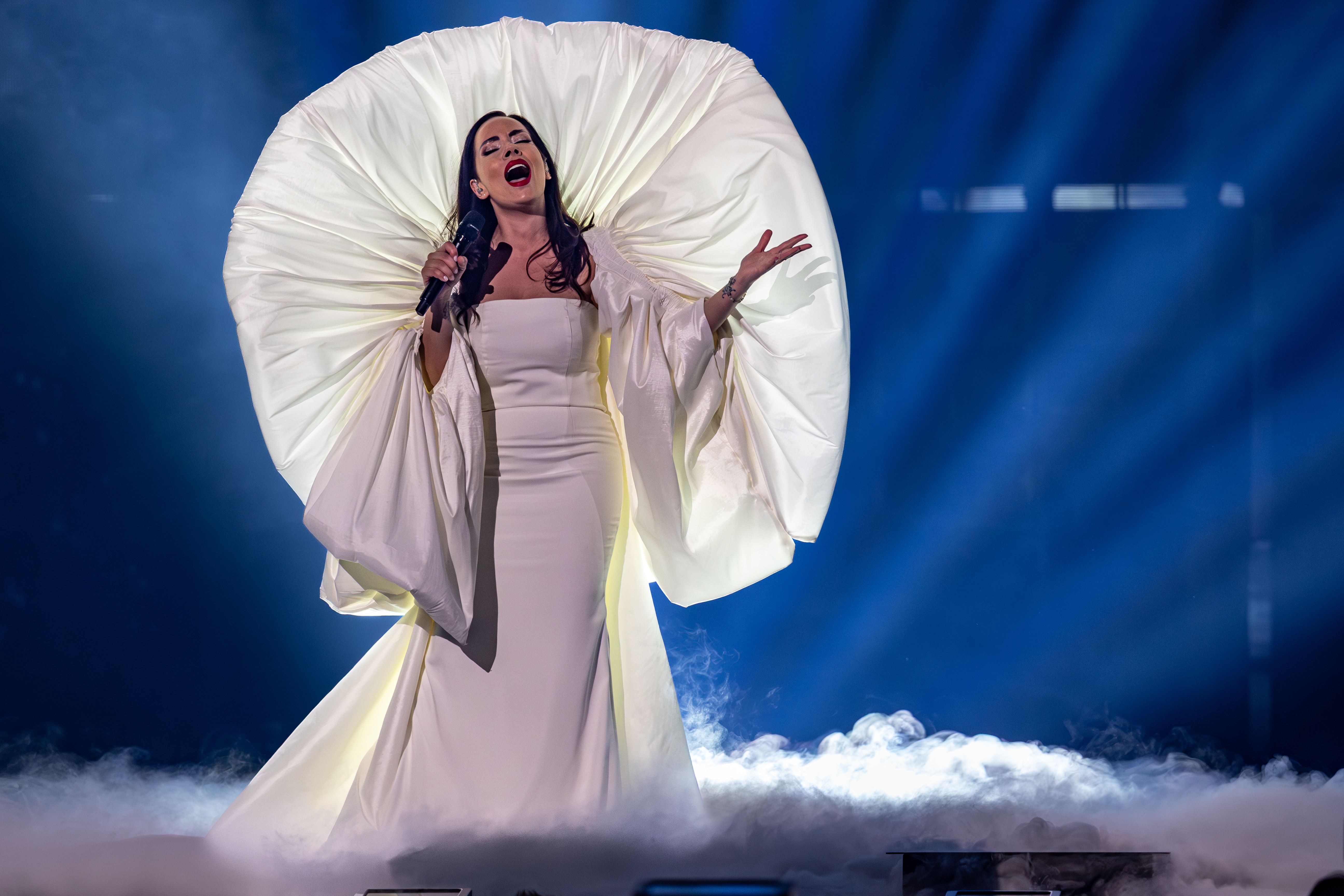
Nina Žižić à Bâle (2025)

## Commentateurs et porte-paroles
| Année | Commentateur(s)                    | Porte-parole     |
| ----- | ---------------------------------- | ---------------- |
| 2007  | Dražen Bauković & Tamara Ivanković | Vidak Latković   |
| 2008  | Dražen Bauković & Tamara Ivanković | Nina Radulović   |
| 2009  | Dražen Bauković & Tamara Ivanković | Jovana Vukčević  |
| 2010  | Dražen Bauković & Tamara Ivanković | retrait          |
| 2011  | Dražen Bauković & Tamara Ivanković | retrait          |
| 2012  | Dražen Bauković & Tamara Ivanković | Marija Marković  |
| 2013  | Sonja Savović & Sanja Pejović      | Ivana Sebek      |
| 2014  | Sonja Savović & Sanja Pejović      | Tijana Mišković  |
| 2015  | Dražen Bauković & Tamara Ivanković | Andrea Demirović |
| 2016  | Dražen Bauković & Tijana Mišković  | Danijel Alibabić |
| 2017  | Dražen Bauković & Tijana Mišković  | Tijana Mišković  |
| 2018  | Dražen Bauković & Tijana Mišković  | Nataša Sotra     |
| 2019  | Dražen Bauković & Tijana Mišković  | Ajda Šufta       |
| 2020  | retrait                            | retrait          |
| 2021  | retrait                            | retrait          |

## Historique de vote
Depuis 2007, le Monténégro a attribué en finale le plus de points à :
| Rang | Pays               | Points |
| ---- | ------------------ | ------ |
| 1    | Serbie             | 138    |
| 2    | Albanie            | 91     |
| 3    | Italie             | 78     |
| 4    | Russie             | 70     |
| 5    | Ukraine            | 50     |
| 6    | Azerbaïdjan        | 47     |
| 7    | Grèce              | 44     |
| 8    | Suède              | 37     |
| 9    | Bosnie-Herzégovine | 35     |
| 10   | Croatie            | 33     |

Depuis 2007, le Monténégro a reçu en finale le plus de points de :
| Rang | Pays              | Points |
| ---- | ----------------- | ------ |
| 1    | Arménie           | 20     |
| 2    | Slovénie          | 17     |
| 3    | Macédoine du Nord | 16     |
| 4    | Albanie           | 12     |
| 4    | Serbie            | 12     |
| 6    | Azerbaïdjan       | 2      |
| 6    | Suède             | 2      |

### Douze points
Légende
 Vainqueur - Le Monténégro a donné 12 points à la chanson victorieuse / Le Monténégro a reçu 12 points et a gagné le concours.
 2e place - Le Monténégro a donné 12 points à la chanson arrivée à la seconde place / Le Monténégro a reçu 12 points et a terminé deuxième.
 3e place - Le Monténégro a donné 12 points à la chanson arrivée à la troisième place / Le Monténégro a reçu 12 points et a terminé troisième.
 Qualifiée - Le Monténégro a donné 12 points à une chanson parvenue à se qualifier pour la finale / Le Monténégro a reçu 12 points et s'est qualifiée pour la finale
 Non-qualifiée - Le Monténégro a donné 12 points à une chanson éliminée durant les demi-finales / Le Monténégro a reçu 12 points mais n'est pas parvenue à se qualifier pour la finale.
| Année         | Attribués          | Attribués          | Reçus             | Reçus              |
| Année         | Finale             | Demi-Finale        | Finale            | Demi-Finale        |
| 2007          | Serbie             | Serbie             | Non qualifiée     | Aucun              |
| 2008          | Serbie             | Bosnie-Herzégovine | Non qualifiée     | Bosnie-Herzégovine |
| 2009          | Bosnie-Herzégovine | Bosnie-Herzégovine | Non qualifiée     | Aucun              |
| 2012          | Serbie             | Albanie            | Non qualifiée     | Albanie            |
| 2013          | Azerbaïdjan        | Ukraine            | Non qualifiée     | Serbie             |
| 2014          | Hongrie            | Albanie            | Arménie Macédoine | Albanie            |
| 2015          | Serbie             | Slovénie           | Serbie            | Aucun              |
| 2016 Jury     | Malte              | Arménie            | Non qualifiée     | Aucun              |
| 2016 Télévote | Serbie             | Bosnie-Herzégovine | Non qualifiée     | Aucun              |
| 2017 Jury     | Grèce              | Grèce              | Non qualifiée     | Aucun              |
| 2017 Télévote | Croatie            | Albanie            | Non qualifiée     | Aucun              |
| 2018 Jury     | Serbie             | Serbie             | Non qualifiée     | Aucun              |
| 2018 Télévote | Serbie             | Serbie             | Non qualifiée     | Aucun              |
| 2019 Jury     | Serbie             | Grèce              | Non qualifiée     | Aucun              |
| 2019 Télévote | Serbie             | Serbie             | Non qualifiée     | Serbie             |
| 2022 Jury     | Serbie             | Suède              | Non qualifiée     | Aucun              |
| 2022 Télévote | Serbie             | Serbie             | Non qualifiée     | Serbie             |